# Bodianus scrofa

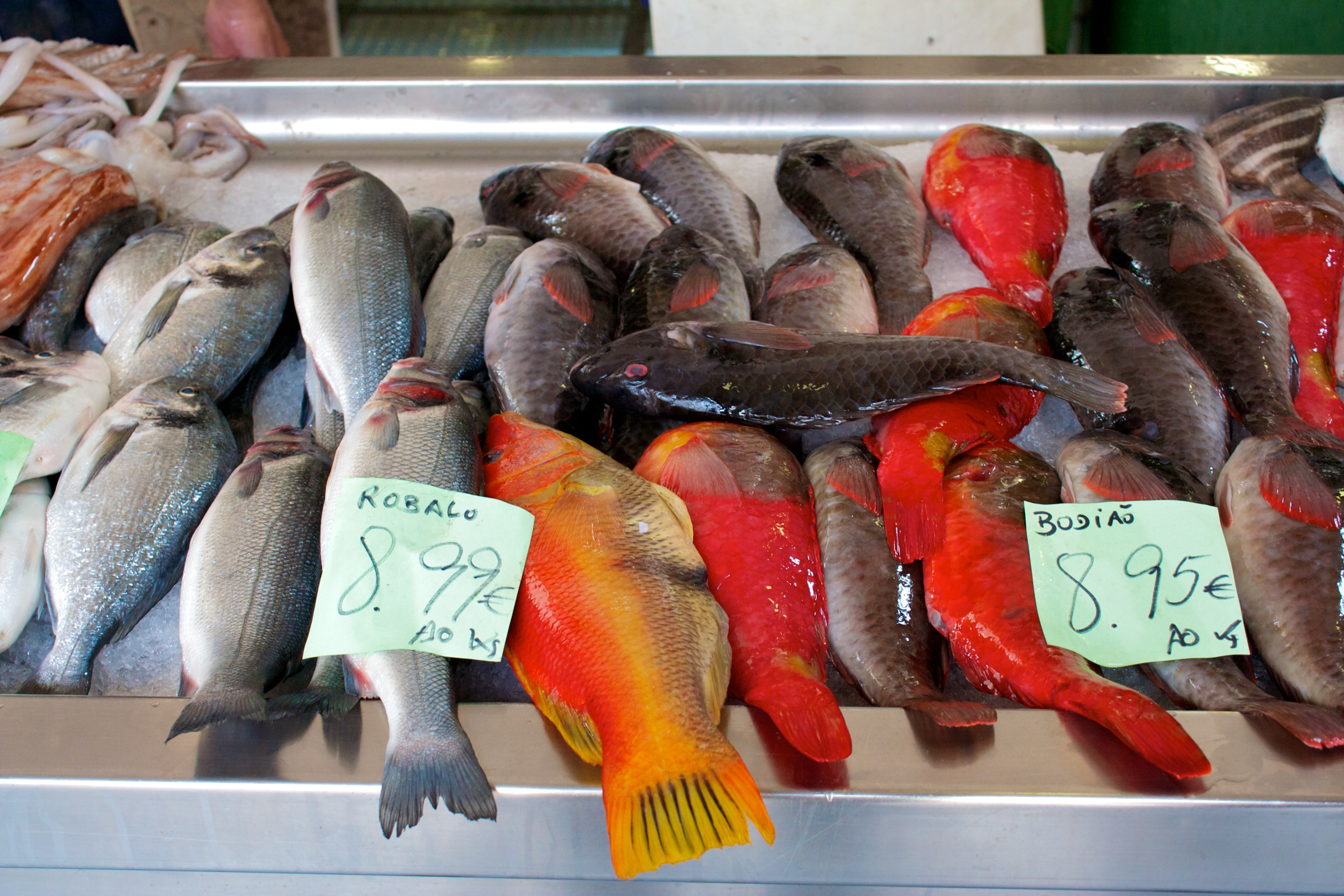
Al centro, esemplare in un mercato di Madera

Bodianus scrofa (Valenciennes, 1839) è un pesce osseo marino appartenente alla famiglia Labridae proveniente dall'oceano Atlantico.

## Distribuzione e habitat
È diffuso dalle Canarie, da Capo Verde, dalle Azzorre e da Madera. Nuota in zone con correnti abbastanza intense, tra 20 e 100 m di profondità, di solito su fondali rocciosi.

## Descrizione
Presenta un corpo compresso lateralmente con la testa dal profilo appuntito. È una specie di dimensioni abbastanza grandi, di solito rimane sui 30 cm di lunghezza, ma occasionalmente raggiunge i 43 cm.
Gli esemplari giovanili si distinguono facilmente dagli adulti: la loro colorazione è rossa con macchie bianche abbastanza ampie lungo il corpo e delle striature orizzontali nere molto sfumate. La pinna caudale è prevalentemente trasparente. Gli adulti, invece, sono rossi con una linea giallastra orizzontale lungo i fianchi e la testa con striature gialle. Il ventre è pallido con una fascia nera. Le pinne sono gialle, più o meno pallide; la pinna anale sfuma verso l'azzurro sul margine. All'inizio della pinna dorsale è presente una macchia nera o violacea. La pinna caudale è ampia. Gli esemplari più grossi sono rossi sul ventre e verdastri sul dorso, e le loro pinne hanno una colorazione che spesso tende al rosso-rosato. La testa presenta striature arancioni.

## Biologia

### Comportamento
I giovani sono prevalentemente solitari, possono formare piccoli gruppi con un solo maschio adulto.

### Alimentazione
Si nutre prevalentemente di invertebrati marini, di solito ricci di mare e gasteropodi.

### Riproduzione
È oviparo e la fecondazione è esterna. Le uova vengono disperse nell'acqua, e non ci sono cure verso di esse. È ermafrodita.

## Conservazione
Questa specie viene classificata come "vulnerabile" (VU) dalla lista rossa IUCN a causa dell'areale ristretto e della pesca eccessiva; la popolazione di questa specie sta diminuendo. Viene spesso catturato con reti a strascico. È comunque diffuso in diverse aree marine protette.